# Sputnik 10
  Korabl-Sputnik 5  fue la quinta y última de una serie de naves espaciales diseñadas como precursores de los vuelos espaciales tripulados, inmediatamente después de este vuelo  se lanzó el vostok 1 de Yuri Gagarin. Fue lanzado por un cohete Vostok 8K72K el 25 de marzo de 1961 y llevó a un astronauta ficticio apodado Ivan Ivanovich y una perra  Zviózdochka ("estrellita") que completó la misión ileso, así como el sistema de televisión y aparatos científicos.

## Parámetros de la misión
- Masa: 4.695 kg
- Perigeo: 164 km
- Apogeo: 230 km
- Inclinación: 64.9 °
- Período: 88,42 minutos
- NSSDC ID: 1961-009A

| Predecesor: Sputnik 9 | Programa Sputnik 1961 | Sucesor: Vostok 1 |